# Meibomia subsimplex
Meibomia subsimplex là một loài thực vật có hoa trong họ Đậu. Loài này được (Benth.) Schindl. mô tả khoa học đầu tiên năm 1924.